# Флэнаган, Томми (актёр)
Томми Флэнаган (англ. Tommy Flanagan; род. 3 июля 1965, Глазго, Шотландия) — шотландский актёр театра и кино. Известен прежде всего ролью Филипа «Пыра» Телфорда в сериале «Сыны Анархии», а также эпизодическими ролями в кассовых голливудских боевиках.

## Биография
Томми Флэнаган родился в Шотландии, кроме него в семье четверо детей. Когда Флэнагану было шесть лет, его отец бросил семью.
В молодости Томми работал художником, декоратором и диск-жокеем. Именно когда он работал диск-жокеем, Томми получил свои знаменитые шрамы на лице. Возле входа в паб, где он должен был отработать вечер, на него напали грабители, требуя отдать пальто и его музыкальные пластинки. В результате нападения ему изуродовали лицо, нанеся резаные раны щёк (см. Улыбка Глазго) . После нападения Томми пребывал в глубокой депрессии и считал, что больше никогда не сможет жить как прежде. Примерно в то же время его друзья Роберт и Каролина Карлайл предложили ему попробовать свои силы в актёрском мастерстве. Томми поступил на работу в театр Raindog, где проработал около трёх лет, в это же время он стал сниматься на телевидении. В 1995 году он был приглашён в фильм Мэла Гибсона «Храброе сердце».
Шрамы, полученные в молодости, отнюдь не помешали Флэнагану стать актёром, наоборот, сделали его более узнаваемым.
В начале 2012 года у Флэнагана и его жены Дины Ливингстон родилась дочь.

## Фильмография
| Год        | Название                       | Роль                    | Примечание                                        |
| ---------- | ------------------------------ | ----------------------- | ------------------------------------------------- |
| 1992       | Один экран                     |                         | сериал (эпизод: «Чёрное и синее»)                 |
| 1993       | Пришло время веселиться        | заключённый             | телефильм                                         |
| 1993       | Таггерт                        | Том МакЛауд             | сериал (эпизод: «Инструмент правосудия»)          |
| 1995       | Эта весёлая жизнь              | мужчина в гроте         | телефильм                                         |
| 1995       | Храброе сердце                 | Моррисон                |                                                   |
| 1996       | Рэб С. Несбитт                 | Шон                     | сериал (эпизод: «Лотерея»)                        |
| 1996       | Игра в кружку                  | Пол                     | сериал                                            |
| 1996       | Плохие парни                   | Гарри                   | сериал (эпизод: «Бонни, Бонни Бэнкс»)             |
| 1997       | Святой                         | человек со шрамом       |                                                   |
| 1997       | Без лица                       | Лео                     |                                                   |
| 1997       | Деталь                         | камео                   | сериал                                            |
| 1997       | Игра                           | адвокат; водитель такси |                                                   |
| 1999       | Планкетт и Маклейн             | Эдди                    |                                                   |
| 1999       | Крысолов                       | Да                      |                                                   |
| 2000       | Гладиатор                      | Цицерон                 |                                                   |
| 2000       | Ребус                          | Томас Телфорд           | сериал (эпизод: «Висячий сад»)                    |
| 2000       | Секс, наркотики и Сансет Стрип | Дункан                  |                                                   |
| 2000       | Затаившись                     | МакКрэкен               | короткометражный                                  |
| 2001       | Аттила-завоеватель             | Бледа                   | мини-сериал                                       |
| 2001       | Вылитый Синатра                | Микеланжело             |                                                   |
| 2001       | Мёртвые собаки лгут            | Майкл                   |                                                   |
| 2002       | Всё о Бенджаминах              | Уильямсон               |                                                   |
| 2003       | Ангелы Чарли: Только вперёд    | ирландец                |                                                   |
| 2004       | Травма                         | Томми                   |                                                   |
| 2004       | Чужой против Хищника           | наёмник Марк Верхайден  |                                                   |
| 2005       | Город грехов                   | Брайан                  |                                                   |
| 2006       | Последняя высадка              | Дэннис Бэйкер           |                                                   |
| 2006       | Когда звонит незнакомец        | Незнакомец              |                                                   |
| 2006       | Козырные тузы                  | Лазло Сут               |                                                   |
| 2008       | Разыскивается герой            | Дерек                   | в титрах как Томас Флэнаган                       |
| 2008- 2014 | Сыны Анархии                   | Филип «Пыр» Телфорд     | сериал                                            |
| 2009       | 24                             | Гэбрил Скектор          | сериал (эпизод: «Day 7: 8:00 a.m.-9:00 a.m.»)     |
| 2010       | Блеск                          | Лес                     |                                                   |
| 2010       | Козырные тузы 2: Бал смерти    | Лазло Сут               |                                                   |
| 2010       | Свифти и Вег                   | Свифти                  | короткометражный                                  |
| 2010       | Обмани меня                    | Рон Маршалл             | сериал (эпизод: «Захват»)                         |
| 2011       | Детройт 1-8-7                  | Альберт Стрэм           | сериал (эпизоды: «Затемнение», «Блюз Мотор-Сити») |
| 2013       | Острые козырьки                | Артур Шелби-старший     | сериал (эпизод: «#1.5»)                           |
| 2014       | Месть                          | Малкольм Блэк           | сериал (4 сезон, с 11 серии)                      |
| 2015       | Готэм                          | похититель Том          | сериал (2 сезон, эпизод «Сын Готэма»)             |
| 2016       | Ночное безумство               | Киплинг                 |                                                   |
| 2016       | Мотив                          | Джек Стокер             | сериал (4 эпизода)                                |
| 2017       | Песочный замок                 | Макгрегор               |                                                   |
| 2017       | Стражи Галактики. Часть 2      | Туллк                   |                                                   |
| 2017       | Мотылёк                        | Маскед Бретон           |                                                   |
| 2019       | Клуб анонимных киллеров        | Маркус                  |                                                   |
| 2019       | Захар Беркут                   | Тугар Волк              |                                                   |
| 2019       | Майянцы                        | Филип «Пыр» Телфорд     | сериал (эпизод «Кукулькан»)                       |
| 2019       | Ассасины Ву                    | Алек Маккалоу           | сериал                                            |
| 2020       | Мир Дикого Запада              | Мартин Конеллс          | сериал                                            |
| 2026       | Дом Дракона                    | Родерик Дастин          | сериал                                            |

2022 Власть в ночном городе Сила
сериал ганстерленд.2025.муди.владелец боксерского зала.

## Примечание
1. ↑  Tommy Flanagan // filmportal.de — 2005.
2. ↑  Kay, Adam. Kevin Bridges // Dear NHS 100 Stories to say Thank You. — 2020. — ISBN 978-1-3987-0118-2.
3. ↑  Tommy Flanagan interview. The Lab Magazine (21 марта 2012). Архивировано из оригинала 13 июня 2016 года.
4. ↑  Booth, Samantha (21 марта 2010). Scots actor Tommy Flanagan rocks on in Hollywood as biker gang drama takes off. Sunday Mail. Glasgow, Scotland. Архивировано 4 июля 2012. Дата обращения: 25 ноября 2012.
5. ↑  Fretts, Bruce. Sons of Anarchýs Tommy Flanagan on Those Facial Scars, This Final Season, and Chibs. Vulture. New York (ноябрь 2014). Дата обращения: 14 февраля 2015. Архивировано 13 февраля 2015 года.
6. ↑  Alex Simon. Tommy Flanagan — Where the Ride Takes You (февраль 2001). Дата обращения: 10 июня 2012. Архивировано из оригинала 29 апреля 2013 года.
7. ↑  The Brit at the Back. Film Review (январь 2000). Дата обращения: 10 июня 2012. Архивировано 23 января 2013 года.
8. ↑  Booth, Samantha (21 марта 2010). Scots actor Tommy Flanagan rocks on in Hollywood as biker gang drama takes off. Sunday Mail (UK). Архивировано 4 июля 2012. Дата обращения: 25 ноября 2012.
9. ↑  Sons of Anarchy star Tommy Flanagan enjoying life in Malibu. Дата обращения: 29 апреля 2016. Архивировано из оригинала 2 июля 2018 года.
10. ↑  Petski, Denise. 'Wu Assassins': Katheryn Winnick, Lewis Tan, Tommy Flanagan, Tzi Ma Join Netflix Martial Arts Drama. Deadline (20 июля 2018). Дата обращения: 3 сентября 2018. Архивировано 28 июля 2018 года.